# Makarow (Stadt)
Makarow (russisch Мака́ров) ist eine Kleinstadt in der Oblast Sachalin (Russland) mit 5848 Einwohnern (Stand 1. Oktober 2021).

## Geographie
Die Stadt liegt an der Ostküste der Insel Sachalin, etwa 230 km nördlich der Oblasthauptstadt Juschno-Sachalinsk, nahe der Mündung des Flüsschens Makarowka in die Terpenije-Bucht des Ochotskischen Meeres.
Die Stadt Makarow ist Verwaltungszentrum des gleichnamigen Rajons.
Makarow liegt an der von Juschno-Sachalinsk in den Nordteil der Insel, nach Nogliki, führenden schmalspurigen (1076 mm) Haupteisenbahnstrecke.

## Geschichte
1892 wurde an der Stelle der heutigen Stadt das Dorf Seljutora gegründet. Ab 1905 gehörte es gemäß dem Vertrag von Portsmouth unter dem Namen Shiritoru (von Ainu shiri für gut, groß und turu für Erde, Boden) zu Japan. 1945 kam der Ort wieder zur Sowjetunion und bekam 1946 als Makarow Stadtrecht (nach dem russischen Admiral und Ozeanografen Stepan Makarow).

### Bevölkerungsentwicklung
| Jahr | Einwohner |
| ---- | --------- |
| 1959 | 13.919    |
| 1970 | 11.105    |
| 1979 | 10.672    |
| 1989 | 11.351    |
| 2002 | 7.271     |
| 2010 | 6.705     |

Anmerkung: Volkszählungsdaten

## Kultur und Sehenswürdigkeiten
In Makarow sind verschiedene Bauten aus der Zeit der Zugehörigkeit der Stadt zu Japan erhalten. Das bergige Hinterland der Stadt mit verschiedenen Sehenswürdigkeiten wie der Bergkette Schdanko (benannt nach dem Hydrographen Michail Schdanko) mit erstarrten Lavaströmen und einem 40 Meter hohen Wasserfall dient als Erholungsgebiet.

## Söhne und Töchter der Stadt
- Dmitri Jaroschenko (* 1976), Biathlet

## Wirtschaft
In Makarow gab es zu Zeiten der Sowjetunion Holzindustrie und Braunkohlenbergbau. Deren  Betriebe wurden in den 1990er Jahren eingestellt, was zu einem erheblichen Bevölkerungsrückgang führte. In der Umgebung wird Viehwirtschaft betrieben.